# Artesanía de la Antigua Grecia

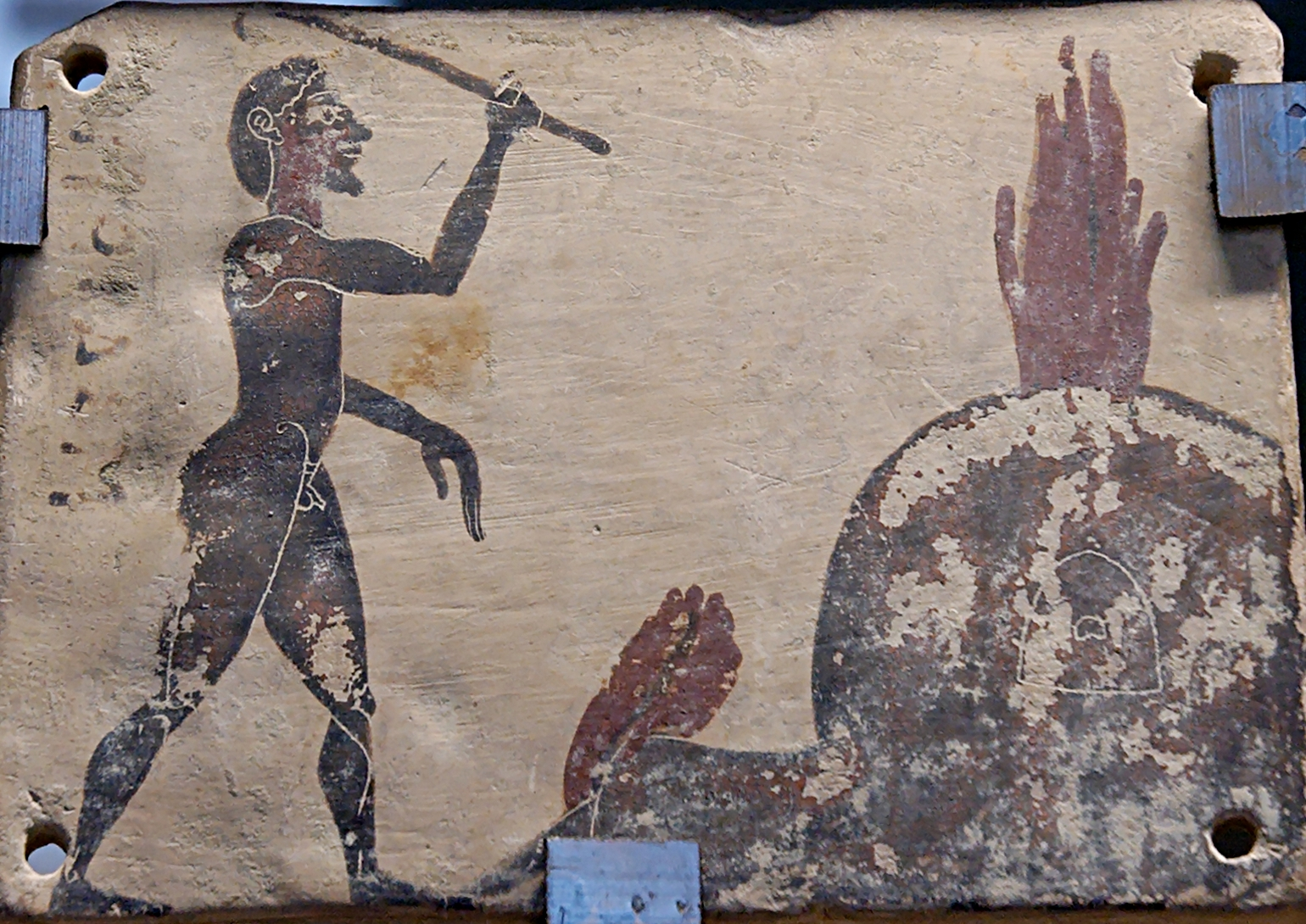
Taller de alfarero, placa corintia de 575-550 a. C., Museo del Louvre.

La artesanía en la Antigua Grecia era una actividad económica importante, pero en gran medida desvalorizada. Involucraba todas las actividades de transformación manufacturera de materias primas, agrícolas o no, tanto en el marco del oikos como en el de los talleres de tamaño importante que reunían a varias decenas de trabajadores.
Los artesanos constituían una población minoritaria en la ciudad griega, pero cuya presencia en las fuentes no se desmiente, se vio crecer a lo largo de toda la Antigüedad griega.
En la Antigua Grecia había artesanos de distintos estratos sociales: si los metecos y los esclavos fueron probablemente mayoría, también había muchos ciudadanos libres en los talleres.
Desarrollaban artesanías como:
Instrumentos musicales, esculturas, trastos de barro, etcétera.
Gran parte de la artesanía de la Antigua Grecia formaba parte de la esfera doméstica. Sin embargo, la situación fue cambiando gradualmente entre los siglos VIII y IV a. C. con el incremento de la comercialización de la economía griega. Por tanto, tareas tan importantes como son el tejido o la preparación de pan eran realizadas solamente por mujeres antes del siglo VI a. C. Con el crecimiento del comercio comenzó a utilizarse mucho la mano de obra de los esclavos en las artesanías. Sólo los paños teñidos de la mejor calidad, y en particular el púrpura de Tiro se hacía en los talleres.

## Estatus de la artesanía, estatus del artesano

### Una definición delicada
«Artesanía» y también «artesano» son nociones delicadas de definir, en la medida en que se refieren a los conceptos relativamente modernos, cuya definición es irrelevante para la antigua Grecia. Los historiadores de la antigüedad estaban de acuerdo en considerar como artesano a un individuo con una pericia especial y que producía, fuera del sector agrícola, bienes materiales destinados a la comercialización. «El artesano podía vender su propia producción, pero no hay que confundirlo con el comerciante: él fabrica una parte o la totalidad del producto que comercializa».
Dentro de este marco, algunos historiadores añaden un criterio selectivo adicional considerando que la artesanía se limitaba a la producción de bienes materiales terminados, lo que excluiría la extracción de materias primas en canteras o minas, pero tal restricción no es tomada en cuenta por otros historiadores.
Los antiguos griegos no solían distinguir al artista del artesano. Como resultado de ello, algunas actividades consideradas como artísticas en la época contemporánea eran parte integrante de la artesanía en la antigua Grecia, en la medida que se expresaban en la fabricación de un objeto concreto: no se excluye más que las actividades «a las cuales los antiguos acordaron el estatus de la producción artística y el patrocinio de una Musa» (música, poesía, etc.).

### Una actividad desvalorizada

#### Designaciones diversas para una realidad variada
El hecho de que el griego antiguo no disponga de un término que englobe el conjunto de realidades a las cuales el concepto contemporáneo de «artesano» indica tanto una falta de homogeneidad en este mundo de la artesanía como la gran diversidad de actividades y de estatus de los que dependen de ellas. Los artesanos son designados por diversos términos: si δημιουργός / demiourgós, que remite a la idea de creación, de fabricación de un objeto, queda más bien neutro y general (designa tanto al alfarero como al aedo o el adivino), el carácter peyorativo del término βάναυσος / bánausos subraya el desprecio de los griegos por estos trabajadores manuales (por oposición al intelectual) que utilizan el fuego de su horno (baunos) para fabricar objetos de cerámica o de metal. La utilización de la palabra τεχνίτης / technítês hace referencia a la maestría de una habilidad particular y sobrepasa en ese aspecto ampliamente el estricto campo de la artesanía, puesto que designa también al actor o al solista virtuoso.

#### Una actividad juzgada indigna para un hombre realmente libre
Las fuentes a nuestra disposición subrayan de forma regular la mala imagen de los artesanos en la sociedad griega, y que la justifican, como Jenofonte: «los llamados oficios manuales están desacreditados y, lógicamente, tiene muy mala fama en nuestras ciudades, ya que dañan el cuerpo a los trabajadores y oficiales, obligándoles a permanecer sentados y a pasar todo el día a la sombra, y alguno de ellos incluso a estar siempre junto al fuego. Y al afeminarse los cuerpos se debilitan también los espíritus». Se considera poco seguros a la hora de tomar las armas para defender su ciudad: «tienen mala fama en el trato con sus amigos y como defensores de la patria. Incluso en algunas ciudades, especialmente en las que tienen fama de belicosas, no se permite a ningún ciudadano ejercer oficios manuales».
La actividad artesanal se considera incompatible con los ideales de la autarquía, que irriga la mentalidad de la época y lleva a privilegiar la agricultura a cualquier otra actividad productiva. De hecho, se considera que el hombre libre es el que no depende para su supervivencia, de nadie más que él y su capacidad para explotar la tierra que posee, su oikos. Viviendo de sus bienes, no depende de la voluntad de otro, al contrario que el artesano que, para sobrevivir, tiene que disponer de clientes dispuestos a comprar lo que produce. Aristóteles dice que «la condición de hombre libre es la del que no vive bajo obligación al prójimo». En este esquema, el agricultor, libre «por naturaleza» es más digno del estatus de ciudadano que el artesano.
La exactitud de esta opinión es ilustrada por los autores antiguos, en la actitud de los artesanos mientras que son ciudadanos de una ciudad: sus intervenciones se presentan como desordenadas y egoístas, no sólo para defender sus intereses individuales o de clase: «es posible ver a los artesanos distraídos por muchos asuntos en su mente y en absoluto perseverantes en la propia ocupación a causa de su ambición: los unos se dedican a la agricultura, los otros participan del comercio, los otros mantienen dos o tres oficios y la mayoría, en las ciudades democráticas, corrompen la política concurriendo a las asambleas y consiguen de los pagadores lo necesario». La legitimidad de retirar a los artesanos, como lo hace Platón en su ciudad ideal de las Leyes, se justifica por la calidad del ciudadano: es mucho mayor que su actividad profesional, que les priva de la σχολή / scholé, del ocio indispensable para consagrarse suficientemente a sus amigos y a los asuntos de la ciudad.

#### Una realidad más matizada
Sin embargo, la fuerza de este ideal aristocrático, más o menos infundido en el conjunto de la sociedad, no era en todas partes del mismo orden: si se imponía en las ciudades guerreras o rurales como Esparta o Tebas (en donde la obtención de la ciudadanía estaba condicionada por la posesión de bienes, y donde cuatro años de ejercicio de funciones artesanales les condenaba a perderla), las ciudades más abiertas al comercio eran mucho más liberales en el reconocimiento de la legitimidad de la ciudadanía para aquellos de sus habitantes que practicaran la artesanía.
Así, en la Grecia Clásica, serían casi 10 000 (de un total de 30 000 o 40 000 ciudadanos) en Atenas, ciudad donde el artesanado estaba particularmente desarrollado. Esta proporción significativa de los artesanos entre los ciudadanos de Atenas es también subrayada, para denigrarlos, por Sócrates: «Porque ¿de quiénes de ellos te da vergüenza? ¿De los bataneros, de los zapateros, de los albañiles, de los herreros, de los campesinos, de los comerciantes o de los que andan traficando por el ágora preocupados de comprar algo barato para venderlo a más precio? Porque son todos ellos los que componen la asamblea».
La proporción de ciudadanos entre los artesanos no son insignificantes: según las cuentas de la obra del Erecteión, entre los trabajadores de los que se precisa su estatus, había 23 % de ciudadanos, frente al 58 % de metecos y al 19 % de esclavos.
Las posibilidades reales de enriquecimiento por la actividad artesanal pueden sin duda contribuir a explicar esta discrepancia entre el discurso y la realidad. Lisias, en uno de sus discursos en contra de una propuesta para retirar la ciudadanía a los ciudadanos de Atenas que no eran propietarios de tierras, remarca que entre los 5000 atenienses que serían de este modo excluidos de la ciudadanía habría «una multitud de hoplitas, de caballeros», funciones militares aseguradas por los ciudadanos más ricos de Atenas: la artesanía puede asegurar la fortuna a los que la practican y no se puede explicar el oprobio que pesa sobre la artesanía por su situación financiera frente a otros ciudadanos, incluso si la masa de los artesanos atenienses vivieron relativamente frugalmente de su actividad.
Por otra parte, las fuentes literarias de que disponemos que evocan la artesanía son obras de autores que pertenecen, todos más o menos, al mismo medio: el de una élite intelectual, política y económica relativamente conservadora y hostil a los caracteres más radicales de la democracia antigua (Platón, Jenofonte, Aristóteles, etc.). Incluso si el discurso peyorativo difundido por sus fuentes fue, al menos en parte, compartida por toda la sociedad griega antigua, debemos tener en cuenta este carácter relativamente partidista y sesgado de las fuentes de que disponemos.

### Una actividad de esclavos y de metecos
La mayor parte de los artesanos pertenecían a la mano de obra esclava. Estos esclavos eran empleados por sus dueños en tareas de más o menos importancia en función de sus competencias. Así, si la mayoría de los esclavos que explotaban las minas de Laurión por ejemplo eran empleados en tareas poco complejas, había esclavos especializados en labores de una gran tecnicidad, como metalurgista, ceramista o escultor, por ejemplo. Algunos podían incluso dirigir un taller en nombre de su amo y disponer de una importante libertad en su actividad. Estos esclavos podían vivir aparte (chôris oikountes), pudiendo constituir un peculio que les permitiese rescatar ulteriormente su libertad, en la medida en que su amo se contentara con tener una renta vitalicia o un porcentaje fijo de sus beneficios (sistema de la ἀποφορά / apophorá, puesta en marcha a partir del siglo IV a. C. en Atenas).
En una cantera, parece que la remuneración de los esclavos era equivalentes a la de los trabajadores libres, una parte del salario se entregaba a su amo. Durante la construcción del Erecteión, a los artesanos libres y esclavos se les pagaba la misma cantidad, alrededor de un dracma por día.
Los metecos constituían la otra comunidad que participaban, con un número significativo de individuos, en las actividades artesanales: la mayoría de ellos eran empleados en los talleres de artesanía o en actividades comerciales. Por ejemplo en Atenas, donde los metecos estaban de hecho muy presentes, gracias a las ventajas que les concedía la ciudad numerosos habían hecho fortuna en las actividades artesanales, como el siracusano Céfalo, padre del orador Lisias, establecido en El Pireo y que contaba con 120 esclavos en sus talleres de fabricación de escudos. La constitución de estas fortunas condujo a la creación de verdaderas dinastías de artesanos.

## Los espacios de la artesanía
Tal y como subraya Alain Bresson, la producción artesanal se distinguía por «su carácter geográficamente muy difuso, en el campo, pero también en la ciudad»: el espacio artesanal, a pesar de la existencia de algunos barrios especializados por razones de molestias o de acceso a las materias primas, estaba íntimamente mezclado con el espacio urbano o rural, en las actividades comerciales, e incluso en el espacio doméstico.

### En el ámbito deloikos

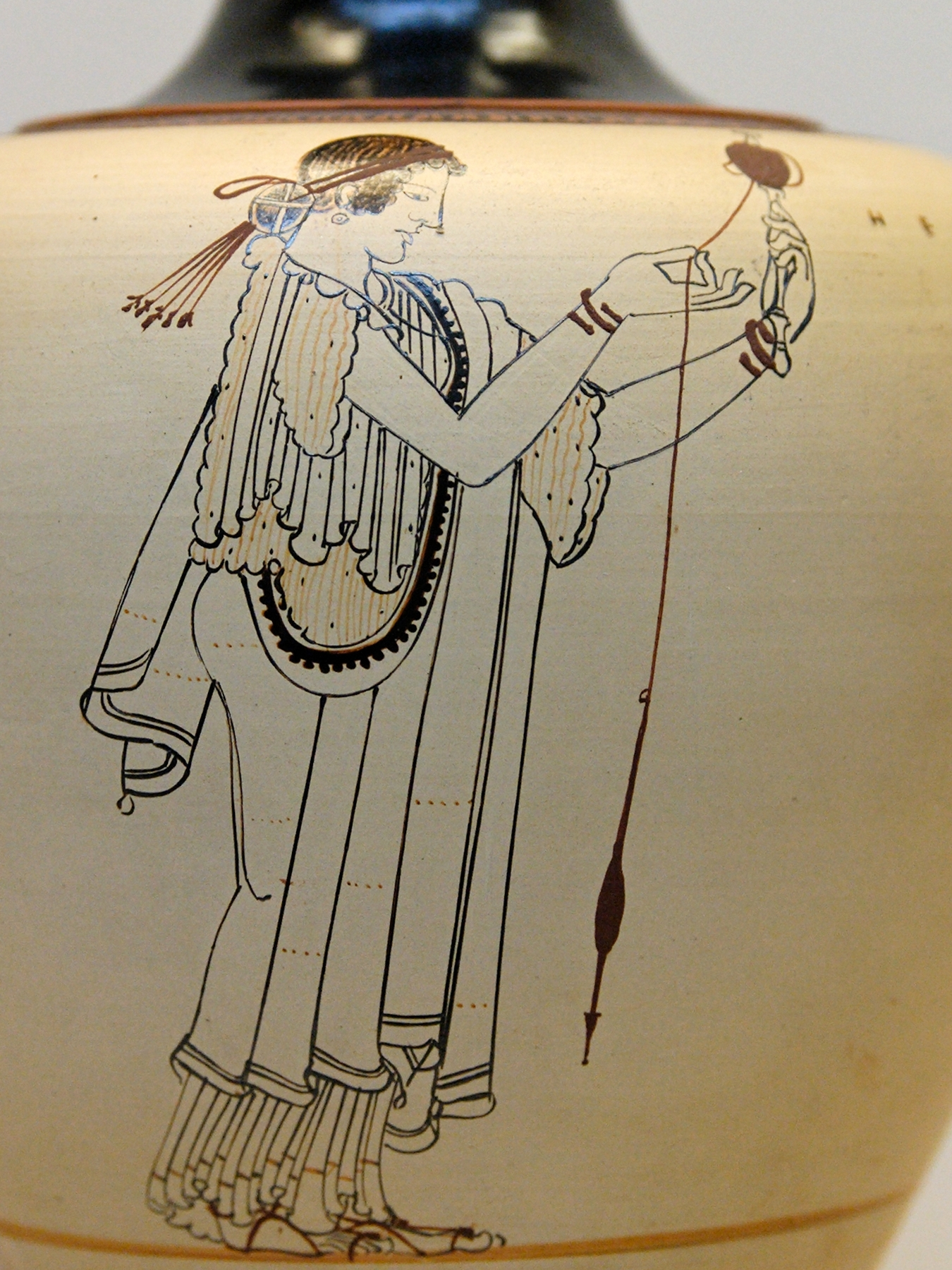
Mujer hilando, enócoe del Pintor de Brygos, hacia 490 a. C. Museo Británico.

Siempre desde la perspectiva del ideal autárquico que estructura, si no la integridad de la economía de las ciudades griegas, al menos la representación que la mayoría de los griegos se hicieron, la artesanía —como ilustra la figura mítica de Penélope tejiendo su velo en espera del regreso de Ulises— tiene en principio un sentido originalmente doméstico. Aspiraba a transformar en objetos útiles o negociables las materias primas agrícolas producidas en el dominio familiar. En sentido estricto, la artesanía, en tanto que actividad de producción de bienes destinados a la comercialización no comprende la artesanía doméstica más que en la medida en que esta última apunta a la venta de los productos fabricados. Es, sin embargo, a menudo difícil de distinguir lo que en este dominio apunta al autoconsumo y la satisfacción estricta de las necesidades internas del oikos, de lo que está destinado a la comercialización en el mercado local: muy a menudo, parece que el objetivo es doble.
Una de las principales actividades artesanal del ámbito doméstico era la producción textil: el principio —relativamente simple— del atavío griego (un drapeado de un rectángulo de lana o de lino sujeto por un broche) no necesita una competencia complicada. La fabricación de los vestidos, como las fases previas del cardado, hilado y tejido de la lana o del lino apuntan a funciones femeninas en el seno del oikos, las erga gynaïka. Son numerosas las representaciones en la cerámica griega de mujeres hilando la lana, y se depositaban a veces ruecas, husos y pesas en las tumbas femeninas, como se enterraba a los guerreros en compañía de sus armas. Los vestidos tejidos estaban destinados a vestir a los miembros de la casa, pero también en ser en parte vendidos, a fin de disponer de numerario para comprar las producciones especializadas que no podía fabricar a medida uno mismo.
Otra actividad esencial del oikos fue la transformación de la producción agrícola en productos alimenticios que solicitaba cotidianamente la casa. Una vez más, esta fue una tarea predominantemente femenina, pero como era más pesado que el trabajo textil, las mujeres que la practicaban eran a menudo de origen servil: en el teatro de Eurípides, la figura de la panadera es característica de la esclavitud femenina. Los granos de cebada eran tostados y, al mismo tiempo, por las necesidades del carácter poco estable de la harina de cebada, molidos y tamizados para dar a la harina, una vez amasada, forma de papilla o de tortas, con o sin cocción. Otras actividades de transformación de materias primas agrícolas en el marco de la explotación, en la frontera entre la producción agrícola y artesanal, eran también asumidas en el ámbito doméstico, a menudo por esclavos masculinos: prensado de las aceitunas, pisado de uvas, maceración y trituración de las pieles, fabricación de carbón vegetal.
El campesino griego buscaba, siempre que fuera posible, construir y mantener los edificios del dominio; prefiere igualmente encargarse de la fabricación de sus útiles, al menos los de madera: Hesíodo, en Los Trabajos y los Días, indica cómo montar un arado (v. 427-436). En la época clásica, había en Atenas artesanos especialistas en la fabricación de arados, «en muchas regiones griegas la tradición hesiódica prosigue»: el recurso al artesano especializado no era sistemático más que para las herramientas de metal.

### La artesanía rural
La fabricación de objetos de metal es la primera explicación para el desarrollo de los oficios especializados, externo al oikos, en los campos griegos. Algunos de estos artesanos eran itinerantes, como el fabricante de guadañas llegado para vender hoces en lugar de armas, evocado por Aristófanes en La paz (1198-1206), otros eran sedentarios. Proporcionaban a los campesinos los objetos que no podían encargarse de fabricar ellos mismos: se encuentra en la Odisea (XVIII, 328) y en Hesíodo referencias a la fragua de la ciudad, donde se fabricaban y sobre todo se forjaban las herramientas metálicas.
También se encontraban en el campo talleres de cerámica, destinados a la vez a explotar los filones de materia prima, como a mostrar a partir de los arrendamientos de Milasa que la implantación geográfica de algunas actividades artesanales estaban unidas a la localización de filones de materias primas: arcilla para la producción de ladrillos y de cerámica, cañaverales para la cestería) y/o responder a la demanda local. El campesino griego tenía regularmente necesidad de tejas, de vajilla o de ánforas. También necesitaba que un especialista le garantizase una calidad elevada de fabricación para los pithoi en los cuales almacenaba su producción, en la medida en que estas grandes tinajas semienterradas no debían ser porosas y eran difícilmente reemplazables, lo que explica su elevado precio (de 30 a 50 dracmas). A un nivel más elevado, algunos talleres podían estar «acoplados» a una explotación agrícola. Así, en Tasos, los talleres de fabricación de ánforas estaban dispersados por toda la isla e instalados en la proximidad de los grandes fundos vitícolas, a fin de proporcionarles los recipientes para la exportación de este crudo renombrado en todo el mundo griego de la época. Los propietarios de estos talleres (ceramarcas), identificados gracias a sellos visibles en el asa de sus ánforas, eran por lo tanto, muy a menudo, los que poseían estos grandes dominios vitícolas consagrados a la exportación.
Otra figura de la artesanía rural, el molinero, podía estar agregado a una hacienda particular, pero un molino podía estar también dedicado a un uso colectivo y alquilado a petición de un propietario utilizando mano de obra a menudo servil debido al carácter pesado del trabajo. A partir del siglo IV a. C., el carpintero-molinero de la población, aparece en las fuentes fabricando muebles (camas, mesas), o puertas. Podía estar encargado de la construcción del arado, puesto que, como subraya Platón, «no es probable que el agricultor haga él mismo su arado, si quiere que sea bueno, ni su espada, u otras herramientas agrícolas».
La artesanía rural estaba pues fuertemente ligada a la actividad agrícola. Este nexo pudo perdurar cuando, instalado en la ciudad, el artesano alimentó su taller con la producción del dominio que poseía en la chôra, pero lo más frecuente es que fuera a través de intermediarios para procurarse materias primas, y sus lazos con el mundo agrícola fueran débiles.

### El taller-tienda urbano (ergasterion)

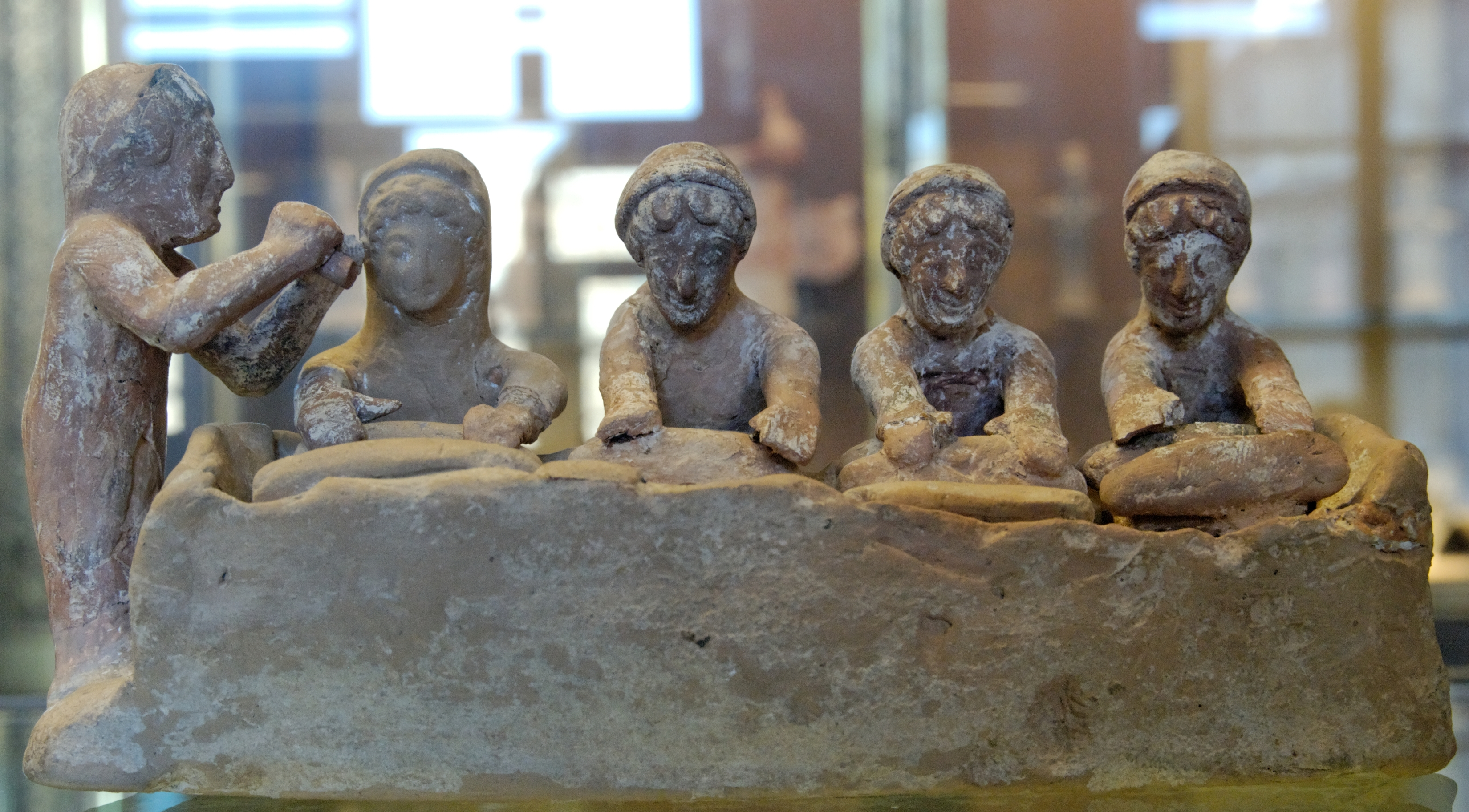
Panaderos en la artesa, una tañedora de flauta da la cadencia, figurillas de terracota de Tebas, 525-475 a. C., museo del Louvre.

Cuando estaba instalado en la ciudad, el artesano trabajaba en un ergasterion, término bastante vago que significa «lugar de trabajo», un taller que servía también de tienda: la localización del taller en zona urbana se justificaba por la comercialización directa de la producción. De hecho, la tienda específicamente dedicada a la venta era rara fuera del ágora. Esta tienda-taller estaba formada en general por una o dos estancias poco iluminadas (una de las cuales daba a la calle), debido a que la actividad del artesano se daba con frecuencia dentro del seno familiar. Podía también estar alquilada en un lugar público, ágora o pórtico. Este carácter público, abierto al exterior, de la actividad artesanal aparece en las representaciones de escenas de la Época Arcaica o en el siglo VI a. C.; como la de un artesano fabricando bajo la mirada de su cliente el objeto que le ha solicitado.
Los ergasteria, en la medida en que su actividad eran poco contaminante, se esparcían a veces por toda la ciudad, como en Delos, pero podían también estar agrupadas en barrios «artesanales», eventualmente especializados (calle de los broncistas, barrio del Cerámico en Atenas). Podían concentrarse también fuera de los muros, como los alfareros, talleres de piedra y artesanos especializados en la transformación de productos agrícolas en Quersoneso táurico, y en el seno de la ciudad, pero en zonas periféricas, como el barrio de los alfareros de Atenas (el Cerámico) o de Corinto, o más cerca del centro como el «barrio industrial» de Atenas, al suroeste del Ágora en dirección a El Pireo, o más raramente en el centro como en Heraclea de Lucania.
Estas elecciones variadas de implantación estaban ligadas a la voluntad de conciliar, apoyándose en las especificaciones de la geografía local, acceso a las materias primas y proximidad a la clientela, siendo este segundo objetivo prioritario sobre el primero. Los artesanos deseaban, y era el objeto de su instalación en zona urbana, acercarse lo más posible a la demanda, instalándose cerca de los lugares de mercado, sin descuidar, en la medida de lo posible, la necesidad de un acceso fácil a las materias primas, sobre el lugar (talladores de piedra, alfareros de Corinto) o en las proximidades, mediante un puerto (como el del el Pireo en Atenas o de la chora productora de materias primas agrícolas (como por ejemplo en el Quersoneso táurico).
Su instalación eventual en la periferia de la ciudad no parece que deba ser interpretada como una voluntad de segregación social. Este rechazo fuera de la ciudad no se justificaba por las eventuales molestias (olor, ruido, humos) unidos a estas actividades (como por ejemplo las tintorerías), contaminaciones que se buscaba disminuir mediante la habilitación de estructuras específicas, como por ejemplo los estanques de agua corriente para los mercados de carne y pescados de Corinto y de Priene.

## Tipos de explotación artesanal

### Del pequeño artesano tendero al «maestro de oficio»

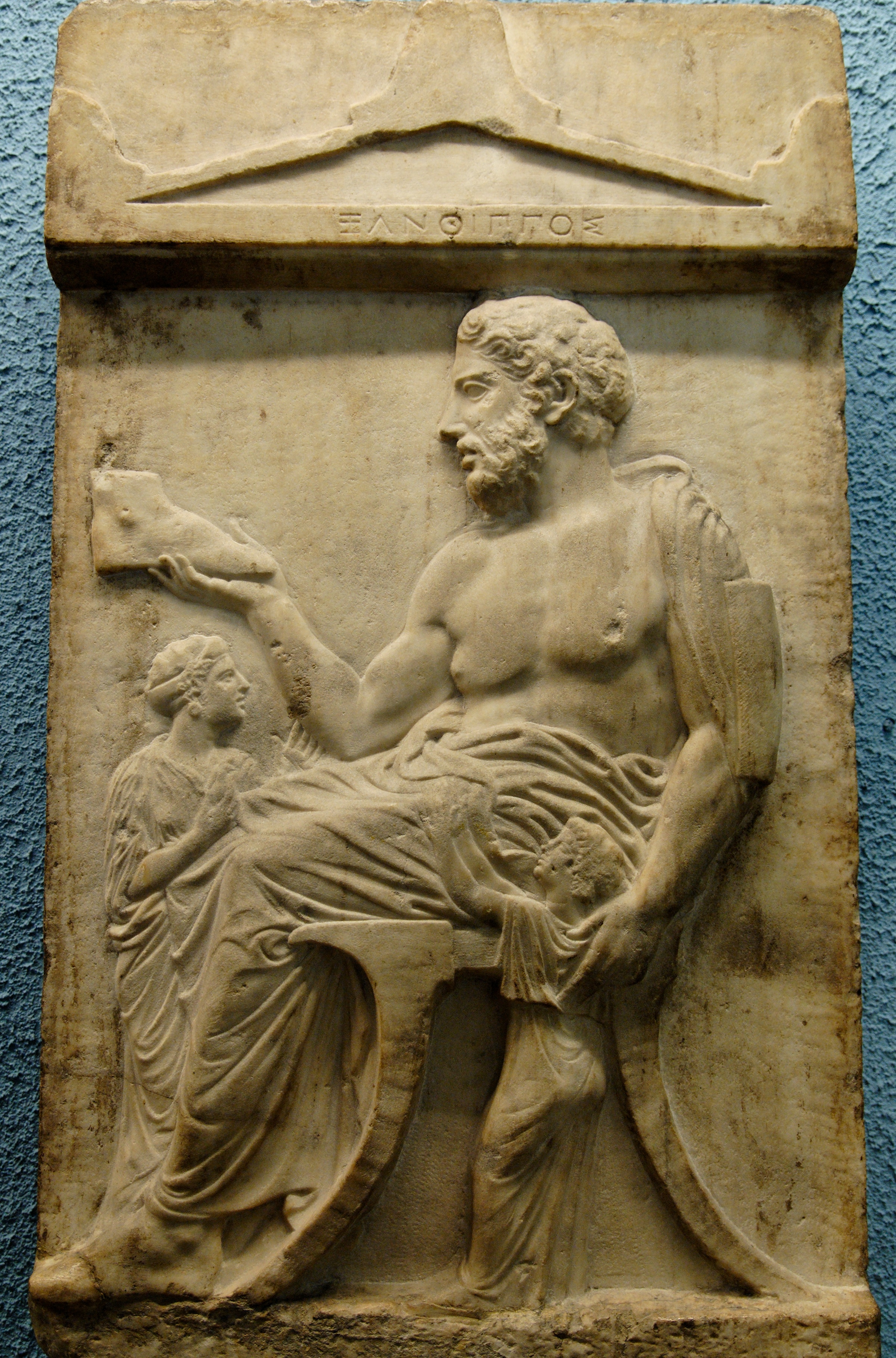
Estela del zapatero Jantipo, h. 430-420 a. C., Museo Británico.

El tamaño de los talleres era muy variable. La mayoría eran atendidos por un artesano —solo o ayudado por los miembros de su familia— fabricante de productos simples y baratos (lo que cobraban por esos productos sencillos y baratos era el reflejo de las necesidades que tenían para vivir, que eran muy escasas, en consecuencia no cobraban por el valor del producto) con destino a una clientela exclusivamente local. Mal conocidos, estos artesanos que raramente disponían de obreros, formaban «la verdadera trama artesanal de las ciudades», la masa de los banausoi despreciados por los entornos aristocráticos. No disponían de stock y trabajaban sobre todo bajo demanda: esta gran dependencia con respecto al cliente no hacía sino acentuar su pobre imagen en una sociedad de ideal autárquico.
La empresa artesanal, cuya producción no estaba únicamente destinada a una clientela local, estaba dirigida por una especie de «maestro de oficio» con competencias reconocidas y con medios financieros relativamente importantes. Podía agrupar a una treintena de obreros (a menudo de origen servil) con tareas diferenciadas. Los productos resultantes de estos talleres eran a menudo refinados o lujosos (vestidos, tinturas de púrpura, grabado de estelas, cerámica pintada, etc.) y podían alcanzar precios muy elevados en función de la reputación del maestro, cuya integración en la sociedad era innegable, como lo muestra por ejemplo la estela funeraria del zapatero Jantipo.

### Desarrollo y problemas de los «grandes talleres»
Se encuentra también, sobre todo en las grandes ciudades, un tercer tipo de empresa artesanal de tamaño netamente más importante, cuyo propietario no era necesariamente un «artesano», pero que podía invertir en la producción artesanal y su comercialización apoyándose en el recurso a la mano de obra esclava. Se conoce en Atenas desde el siglo V a. C., pero se desarrollan a escala del mundo griego en la época helenística: talleres de curtidores de Cleón o de fabricación de lámparas de Hipérbolo, ambos políticos en primer plano en Atenas a finales del siglo V a. C., fábrica de escudos del meteco originario de Sicilia, Céfalo, padre del orador Lisias, con sus 120 esclavos, fábrica de cuchillos y de camas del padre de Demóstenes, las cuales no eran «pequeños negocios», ya que con 50 obreros en total, reportaban 4200 dracmas al año.
El importante número de efectivos de estos talleres no debe llevar a figurarnos que trabajaban todos juntos en un mismo lugar, en una especie de «manufactura». Salvo excepción, «incluso para las actividades en serie, no se puede hablar propiamente de vastos talleres, el trabajo de producción no se efectuaba con estructuras de tipo fabril»: lo que se conoce de la artesanía de esta época, «ya sea por los restos que han dejado los talleres en el suelo, ya sea por las representaciones en las pinturas de vasos cerámicos, prueba que los trabajadores se podían contar con los dedos de una mano». Se puede pues concluir que la centena de esclavos armeros de Céfalo estaban sin duda distribuidos en varios talleres diferentes, cuya producción era específica y vendida separadamente.
Estos grandes talleres no deben ser considerados empresas agresivas que tenían a su frente una especie de "capitanes de industria" dispuestos a inundar el mercado con su producción mediante la destrucción de la competencia de los productores más pequeños. Al contrario, se consideraba la artesanía como una actividad ἀκίνδυνος (akinduno, sin riesgo), y es por ello que algunos ricos atenienses trataban de invertir en ella para diversificar sus activos, y, posiblemente, disfrutar de un entorno propicio para el desarrollo de determinadas actividades (se pueden interpretar así las fábricas de escudos de Céfalo y de Pasión de Atenas). Los propietarios de estos talleres con frecuencia se contentaban con obtener el pago de una renta fija, ya fuera gracias a sus esclavos que eran responsables de la gestión de esta propiedad (sistema de la apophora), o bien fuera mediante el alquiler pagado por un meteco, como el liberto Formión que entregaba cada año 60 minas a los dos hijos de Pasión de Atenas, lo que les permitía dedicarse a la política y asumir costosas liturgias.
Si la artesanía era una actividad poco arriesgada, era «porque el mundo griego sigue a la demanda y no la precede nunca». Cualquiera que sea el tamaño de estas empresas artesanales, no producen más que bajo demanda del cliente: no hay economía de la oferta, no se produce nunca o casi nunca sin un pedido preciso. Sin duda, es lo que explica que los grandes talleres de este tipo no estuvieran más moderadamente desarrollados, sin jamás hacer desaparecer los pequeños talleres o incluso ganar cuota de mercado: desarrollando demasiado estas actividades sin prestar atención a la debilidad de la demanda, estos «propietarios chrématistai», necesariamente habrían sufrido debido al hecho del carácter reducido de la demanda potencial, fuera de una coyuntura particular (fabricación de armas en un contexto de guerra...).